# David Levien
Pour les articles homonymes, voir Levien.
David Levien, né le 9 décembre 1967 dans le Queens à New York, est un écrivain et un scénariste américain, auteur de roman policier.

## Biographie
David Levien fait des études à l'université du Michigan. Il écrit plusieurs scénarios de films comme Les Joueurs, Les Hommes de main, Le Maître du jeu ou Ocean's Thirteen. Il est également réalisateur et producteur.
Après avoir écrit plusieurs romans, il publie en 2008, City of the Sun , premier volume d'une série consacrée à Frank Behr, un ancien policier devenu détective privé à Indianapolis.

## Œuvre

### Romans

#### SérieFrank Behr
- City of the Sun (2008) Publié en français sous le titre La Cabane des disparus, Paris, Calmann-Lévy (2009)  (ISBN 978-2-7021-4038-3)
- Where the Dead Lay (2009) Publié en français sous le titre Un meurtre gratuit, Paris, Calmann-Lévy (2010)  (ISBN 978-2-7021-4147-2)
- Thirteen Million Dollar Pop (2011) (autre titre The Contract)
- Signature Kill (2015)

#### Autres romans
- Rounders (1998) (coécrit avec Kevin Canty)
- Wormwood (1999)
- Swagbelly (2003)
- The Contract (2012)

### Nouvelle
- Knock-out Whist (2015)

### Scénarios

#### Pour le cinéma
- 1998 : Les Joueurs, film américain réalisé par John Dahl avec Matt Damon, John Malkovich, Edward Norton et John Turturro
- 2001 : Les Hommes de main, film américain réalisé par David Levien et Brian Koppelman avec Barry Pepper, John Malkovich et Vin Diesel
- 2003 : Le Maître du jeu, thriller américain réalisé par Gary Fleder avec John Cusack, Gene Hackman et Dustin Hoffman
- 2004 : Tolérance Zéro, film américain réalisé par Kevin Bray avec Dwayne Johnson, Michael Bowen et Johnny Knoxville
- 2007 : Ocean's Thirteen, film américain réalisé par Steven Soderbergh avec George Clooney, Brad Pitt, Matt Damon, Andy Garcia et Al Pacino
- 2009 : Girlfriend Experience, film américain réalisé par Steven Soderbergh avec Sasha Grey
- 2013 : Players, film policier américain réalisé par Brad Furman avec Justin Timberlake, Ben Affleck et Gemma Arterton

#### Pour la télévision
- 2003 : The Street Lawyer, téléfilm américain réalisé par Paris Barclay avec Eddie Cibrian, Mario Van Peebles et KaDee Strickland
- 2005 : 9 épisodes de la série télévisée américaine Tilt
- 2016 - 2017 : 27 épisodes de la série télévisée américaine The Girlfriend Experience
- 2016 - 2018 : 36 épisodes de la série télévisée américaine Billions

## Prix et distinctions

### Nominations
- Prix Hammett 2008 pour City of the Sun[1]
- Prix Barry 2009 du meilleur premier roman pour City of the Sun[2]
- Prix Shamus 2010 du meilleur roman pour Where the Dead Lay[3]
- Prix Edgar-Allan-Poe 2004 du meilleur scénario pour Le Maître du jeu[4]